# CA 15-3
CA 15-3은 암종 항원 15-3의 약자로, 유방암을 포함한 여러 유형의 암에 대한 종양표지자이다.
이는 MUC1에서 유래한다. CA 15-3와 관련 Ca 27-29는 유방암 관련 MUC1 유전자에서 생성되는 동일한 단백질 항원에 대한 서로 다른 에피토프이다.
CA15-3의 상승은 알칼리성 인산가수분해효소 (ALP)와 함께 유방암의 조기 재발 가능성 증가와 관련이 있는 것으로 밝혀졌다.
CA 15-3 및 CA 27-29는 모두 양성 난소 낭종, 양성 유방 질환 및 양성 간 질환 환자에게서 상승할 수 있다. 또한 간경변, 유육종증 및 루푸스에서도 상승이 관찰될 수 있다.